# Großer Preis von Portugal 1991
Der Große Preis von Portugal 1991 (offiziell XXIII Grande Premio de Portugal) fand am 22. September auf dem Autódromo Fernanda Pires da Silvaist in der Nähe von Estoril statt und war das 13. Rennen der Formel-1-Weltmeisterschaft 1991.

## Berichte

### Hintergrund
Bis auf die Tatsache, dass Johnny Herbert nach einem weiteren Einsatz in der japanischen Formel 3000 erneut anstelle von Michael Bartels in die Formel 1 zurückkehrte, traten dieselben Piloten in denselben Teams zum viertletzten Rennen des Jahres in Portugal an, die zwei Wochen zuvor den Großen Preis von Italien bestritten hatten.
Bei AGS kamen erstmals zwei Exemplare eines neuen Rennwagens mit der Bezeichnung JH27 zum Einsatz.
Mit Alain Prost (dreimal), Nigel Mansell (zweimal), Gerhard Berger und Ayrton Senna (jeweils einmal) traten vier ehemalige Sieger zu diesem Grand Prix an.

### Training
Aus den Qualifikationsdurchgängen resultierte Riccardo Patrese als Pole-Setter, obwohl er nach einem Motorschaden auf ein T-Car hatte umsteigen müssen. Berger qualifizierte sich für den zweiten Startplatz. Erst in der zweiten Reihe folgten die favorisierten Teamkollegen der beiden, die in der Weltmeisterschaftswertung vorn lagen. Senna lag sowohl in dieser Rangliste als auch in der Startaufstellung vor Mansell. Die Rundenbestzeiten der beiden Ferrari-Piloten Prost und Jean Alesi, die die dritte Startreihe bildeten, lagen deutlich über denen der Williams- und McLaren-Fahrer. Pierluigi Martini wurde auf der neunten Startposition von den beiden Leyton House-Fahrern Maurício Gugelmin und Ivan Capelli eingerahmt. Michael Schumacher qualifizierte sich für den zehnten Platz vor dem dreifachen Weltmeister Nelson Piquet, dem identisches Material zur Verfügung stand.

### Rennen
Nach mehreren harten Manövern, bei denen sowohl Senna als auch Berger jeweils einmal auf die Wiese neben der Strecke ausweichen mussten, um Kollisionen zu vermeiden, beendeten die Williams-Fahrer Patrese und Mansell die erste Runde als Erster und Zweiter. Gemäß Stallorder ließ Patrese seinen Teamkollegen, der noch realistische Chancen auf den Gewinn der Weltmeisterschaft hatte, in Runde 18 passieren.
Bei Mansells Boxenstopp kam es zu Problemen, als die rechte hintere Radmutter zunächst klemmte und schließlich beim Abnehmen beschädigt wurde. Während einer der Mechaniker ein Ersatzteil holte, signalisierten andere Mansell, er könne weiterfahren. Als er beschleunigte, löste sich das noch nicht ordnungsgemäß befestigte neue Hinterrad. Mansell hielt sofort an, befand sich zu diesem Zeitpunkt jedoch nicht mehr im Bereich seiner Halteposition, sondern bereits wieder in der eigentlichen Boxengasse. Die Mechaniker rannten zu dem Wagen und befestigten das fehlende Rad mit einer Ersatzmutter. Da die Durchführung dieser Arbeit in der Fahrspur der Boxengasse regelwidrig erfolgte, wurde Mansell mittels der schwarzen Flagge durch den Rennleiter disqualifiziert, nachdem er zunächst mit fast einer Runde Rückstand wieder auf die Strecke gefahren war und sich dann innerhalb von 16 Runden um elf Positionen nach vorn gekämpft hatte.
Patrese führte vor Senna und Berger. Der Österreicher überholte seinen Teamkollegen Runde 35, schied jedoch kurz darauf aufgrund eines Motorschadens aus. Da auch Prost das Ziel nicht erreichte, wurde Alesi Dritter vor Martini sowie den beiden Benetton-Piloten Piquet und Schumacher.

## Meldeliste
| Team                              | Nr. | Fahrer             | Chassis            | Motor                    | Reifen |
| --------------------------------- | --- | ------------------ | ------------------ | ------------------------ | ------ |
| Honda Marlboro McLaren            | 01  | Ayrton Senna       | McLaren MP4/6      | Honda RA121E 3.5 V12     | G      |
| Honda Marlboro McLaren            | 02  | Gerhard Berger     | McLaren MP4/6      | Honda RA121E 3.5 V12     | G      |
| Braun Tyrrell Honda               | 03  | Satoru Nakajima    | Tyrrell 020        | Honda RA101E 3.5 V10     | P      |
| Braun Tyrrell Honda               | 04  | Stefano Modena     | Tyrrell 020        | Honda RA101E 3.5 V10     | P      |
| Canon Williams Team               | 05  | Nigel Mansell      | Williams FW14      | Renault RS3 3.5 V10      | G      |
| Canon Williams Team               | 06  | Riccardo Patrese   | Williams FW14      | Renault RS3 3.5 V10      | G      |
| Motor Racing Developments         | 07  | Martin Brundle     | Brabham BT60Y      | Yamaha OX99 3.5 V12      | P      |
| Motor Racing Developments         | 08  | Mark Blundell      | Brabham BT60Y      | Yamaha OX99 3.5 V12      | P      |
| Footwork Grand Prix International | 09  | Michele Alboreto   | Footwork FA12B     | Ford Cosworth DFR 3.5 V8 | G      |
| Footwork Grand Prix International | 10  | Alex Caffi         | Footwork FA12B     | Ford Cosworth DFR 3.5 V8 | G      |
| Team Lotus                        | 11  | Mika Häkkinen      | Lotus 102B         | Judd EV 3.5 V8           | G      |
| Team Lotus                        | 12  | Johnny Herbert     | Lotus 102B         | Judd EV 3.5 V8           | G      |
| Fondmetal                         | 14  | Olivier Grouillard | Fondmetal GR01     | Ford Cosworth DFR 3.5 V8 | G      |
| Leyton House Racing               | 15  | Maurício Gugelmin  | Leyton House CG911 | Ilmor 2175A 3.5 V10      | G      |
| Leyton House Racing               | 16  | Ivan Capelli       | Leyton House CG911 | Ilmor 2175A 3.5 V10      | G      |
| AGS Racing                        | 17  | Gabriele Tarquini  | AGS JH27           | Ford Cosworth DFR 3.5 V8 | G      |
| AGS Racing                        | 18  | Fabrizio Barbazza  | AGS JH27           | Ford Cosworth DFR 3.5 V8 | G      |
| Camel Benetton Ford               | 19  | Michael Schumacher | Benetton B191      | Ford Cosworth HB5 3.5 V8 | P      |
| Camel Benetton Ford               | 20  | Nelson Piquet      | Benetton B191      | Ford Cosworth HB5 3.5 V8 | P      |
| BMS Scuderia Italia               | 21  | Emanuele Pirro     | Dallara 191        | Judd GV 3.5 V10          | P      |
| BMS Scuderia Italia               | 22  | JJ Lehto           | Dallara 191        | Judd GV 3.5 V10          | P      |
| Minardi Team                      | 23  | Pierluigi Martini  | Minardi M191       | Ferrari 037 3.5 V12      | G      |
| Minardi Team                      | 24  | Gianni Morbidelli  | Minardi M191       | Ferrari 037 3.5 V12      | G      |
| Ligier Gitanes                    | 25  | Thierry Boutsen    | Ligier JS35B       | Lamborghini 3512 3.5 V12 | G      |
| Ligier Gitanes                    | 26  | Érik Comas         | Ligier JS35B       | Lamborghini 3512 3.5 V12 | G      |
| Scuderia Ferrari SpA              | 27  | Alain Prost        | Ferrari 643        | Ferrari 037 3.5 V12      | G      |
| Scuderia Ferrari SpA              | 28  | Jean Alesi         | Ferrari 643        | Ferrari 037 3.5 V12      | G      |
| Larrousse F1                      | 29  | Éric Bernard       | Lola LC91          | Ford Cosworth DFR 3.5 V8 | G      |
| Larrousse F1                      | 30  | Aguri Suzuki       | Lola LC91          | Ford Cosworth DFR 3.5 V8 | G      |
| Coloni Racing                     | 31  | Pedro Chaves       | Coloni C4          | Ford Cosworth DFR 3.5 V8 | G      |
| Team 7Up Jordan                   | 32  | Roberto Moreno     | Jordan 191         | Ford Cosworth HB4 3.5 V8 | G      |
| Team 7Up Jordan                   | 33  | Andrea de Cesaris  | Jordan 191         | Ford Cosworth HB4 3.5 V8 | G      |
| Modena Team                       | 34  | Nicola Larini      | Lambo 291          | Lamborghini 3512 3.5 V12 | G      |
| Modena Team                       | 35  | Eric van de Poele  | Lambo 291          | Lamborghini 3512 3.5 V12 | G      |

## Klassifikationen

### Qualifying
| Pos. | Fahrer             | Konstrukteur       | Vorqualifikation | Vorqualifikation  | 1. Qualifikationstraining | 1. Qualifikationstraining | 2. Qualifikationstraining | 2. Qualifikationstraining | Start |
| Pos. | Fahrer             | Konstrukteur       | Zeit             | Ø-Geschwindigkeit | Zeit                      | Ø-Geschwindigkeit         | Zeit                      | Ø-Geschwindigkeit         | Start |
| ---- | ------------------ | ------------------ | ---------------- | ----------------- | ------------------------- | ------------------------- | ------------------------- | ------------------------- | ----- |
| 01   | Riccardo Patrese   | Williams-Renault   | –                | –                 | 1:14,041                  | 211,504 km/h              | 1:13,001                  | 214,518 km/h              | 01    |
| 02   | Gerhard Berger     | McLaren-Honda      | –                | –                 | 1:13,221                  | 213,873 km/h              | 1:13,430                  | 213,264 km/h              | 02    |
| 03   | Ayrton Senna       | McLaren-Honda      | –                | –                 | 1:13,752                  | 212,333 km/h              | 1:13,444                  | 213,224 km/h              | 03    |
| 04   | Nigel Mansell      | Williams-Renault   | –                | –                 | 1:13,944                  | 211,782 km/h              | 1:13,667                  | 212,578 km/h              | 04    |
| 05   | Alain Prost        | Ferrari            | –                | –                 | 1:15,018                  | 208,750 km/h              | 1:14,352                  | 210,620 km/h              | 05    |
| 06   | Jean Alesi         | Ferrari            | –                | –                 | 1:15,572                  | 207,220 km/h              | 1:14,852                  | 209,213 km/h              | 06    |
| 07   | Maurício Gugelmin  | Leyton House-Ilmor | –                | –                 | 1:17,214                  | 202,813 km/h              | 1:15,266                  | 208,062 km/h              | 07    |
| 08   | Pierluigi Martini  | Minardi-Ferrari    | –                | –                 | 1:15,394                  | 207,709 km/h              | 1:16,982                  | 203,424 km/h              | 08    |
| 09   | Ivan Capelli       | Leyton House-Ilmor | –                | –                 | 1:15,481                  | 207,469 km/h              | 1:15,827                  | 206,523 km/h              | 09    |
| 10   | Michael Schumacher | Benetton-Ford      | –                | –                 | 1:16,477                  | 204,767 km/h              | 1:15,578                  | 207,203 km/h              | 10    |
| 11   | Nelson Piquet      | Benetton-Ford      | –                | –                 | 1:16,241                  | 205,401 km/h              | 1:15,666                  | 206,962 km/h              | 11    |
| 12   | Stefano Modena     | Tyrrell-Honda      | –                | –                 | 1:16,018                  | 206,004 km/h              | 1:15,707                  | 206,850 km/h              | 12    |
| 13   | Gianni Morbidelli  | Minardi-Ferrari    | –                | –                 | 1:16,540                  | 204,599 km/h              | 1:15,749                  | 206,735 km/h              | 13    |
| 14   | Andrea de Cesaris  | Jordan-Ford        | –                | –                 | 1:15,972                  | 206,129 km/h              | 1:15,936                  | 206,226 km/h              | 14    |
| 15   | Mark Blundell      | Brabham-Yamaha     | 1:17,788         | 201,316 km/h      | 1:16,567                  | 204,527 km/h              | 1:16,038                  | 205,950 km/h              | 15    |
| 16   | Roberto Moreno     | Jordan-Ford        | –                | –                 | 1:16,956                  | 203,493 km/h              | 1:16,080                  | 205,836 km/h              | 16    |
| 17   | Emanuele Pirro     | Dallara-Judd       | –                | –                 | 1:16,725                  | 204,106 km/h              | 1:16,135                  | 205,687 km/h              | 17    |
| 18   | JJ Lehto           | Dallara-Judd       | –                | –                 | 1:16,724                  | 204,108 km/h              | 1:16,532                  | 204,620 km/h              | 18    |
| 19   | Martin Brundle     | Brabham-Yamaha     | 1:17,739         | 201,443 km/h      | 1:17,298                  | 202,593 km/h              | 1:16,536                  | 204,610 km/h              | 19    |
| 20   | Thierry Boutsen    | Ligier-Lamborghini | –                | –                 | 1:18,005                  | 200,756 km/h              | 1:16,757                  | 204,020 km/h              | 20    |
| 21   | Satoru Nakajima    | Tyrrell-Honda      | –                | –                 | 1:16,926                  | 203,572 km/h              | 1:17,035                  | 203,284 km/h              | 21    |
| 22   | Johnny Herbert     | Lotus-Judd         | –                | –                 | 1:17,713                  | 201,511 km/h              | 1:17,015                  | 203,337 km/h              | 22    |
| 23   | Érik Comas         | Ligier-Lamborghini | –                | –                 | 1:18,192                  | 200,276 km/h              | 1:17,226                  | 202,781 km/h              | 23    |
| 24   | Michele Alboreto   | Footwork-Ford      | 1:18,371         | 199,819 km/h      | 1:18,389                  | 199,773 km/h              | 1:17,330                  | 202,509 km/h              | 24    |
| 25   | Aguri Suzuki       | Lola-Ford          | –                | –                 | 1:17,434                  | 202,237 km/h              | 1:17,537                  | 201,968 km/h              | 25    |
| 26   | Mika Häkkinen      | Lotus-Judd         | –                | –                 | 1:18,947                  | 198,361 km/h              | 1:17,714                  | 201,508 km/h              | 26    |
| DNQ  | Éric Bernard       | Lola-Ford          | –                | –                 | 1:18,186                  | 200,292 km/h              | 1:17,825                  | 201,221 km/h              | –     |
| DNQ  | Gabriele Tarquini  | AGS-Ford           | 1:18,020         | 200,718 km/h      | 1:18,295                  | 200,013 km/h              | 1:18,022                  | 200,713 km/h              | –     |
| DNQ  | Nicola Larini      | Lambo-Lamborghini  | –                | –                 | 1:21,612                  | 191,884 km/h              | 1:18,139                  | 200,412 km/h              | –     |
| DNQ  | Eric van de Poele  | Lambo-Lamborghini  | –                | –                 | 1:20,411                  | 194,749 km/h              | 1:18,266                  | 200,087 km/h              | –     |
| DNPQ | Fabrizio Barbazza  | AGS-Ford           | 1:19,292         | 197,498 km/h      | –                         | –                         | –                         | –                         | –     |
| DNPQ | Olivier Grouillard | Fondmetal-Ford     | 1:19,500         | 196,981 km/h      | –                         | –                         | –                         | –                         | –     |
| DNPQ | Alex Caffi         | Footwork-Ford      | 1:19,521         | 196,929 km/h      | –                         | –                         | –                         | –                         | –     |
| DNPQ | Pedro Chaves       | Coloni-Ford        | 1:23,858         | 186,744 km/h      | –                         | –                         | –                         | –                         | –     |

### Rennen
| Pos. | Fahrer             | Konstrukteur       | Runden | Stopps | Zeit        | Start | Schnellste Runde |
| ---- | ------------------ | ------------------ | ------ | ------ | ----------- | ----- | ---------------- |
| 01   | Riccardo Patrese   | Williams-Renault   | 71     | 0      | 1:35:42,304 | 01    | 1:18,350         |
| 02   | Ayrton Senna       | McLaren-Honda      | 71     | 1      | + 20,941    | 03    | 1:18,929         |
| 03   | Jean Alesi         | Ferrari            | 71     | 0      | + 53,554    | 06    | 1:19,418         |
| 04   | Pierluigi Martini  | Minardi-Ferrari    | 71     | 0      | + 1:03,498  | 08    | 1:19,581         |
| 05   | Nelson Piquet      | Benetton-Ford      | 71     | 2      | + 1:10,003  | 11    | 1:19,073         |
| 06   | Michael Schumacher | Benetton-Ford      | 71     | 2      | + 1:16,582  | 10    | 1:19,206         |
| 07   | Maurício Gugelmin  | Leyton House-Ilmor | 70     | 0      | + 1 Runde   | 07    | 1:19,757         |
| 08   | Andrea de Cesaris  | Jordan-Ford        | 70     | 0      | + 1 Runde   | 14    | 1:19,210         |
| 09   | Gianni Morbidelli  | Minardi-Ferrari    | 70     | 0      | + 1 Runde   | 13    | 1:20,357         |
| 10   | Roberto Moreno     | Jordan-Ford        | 70     | 0      | + 1 Runde   | 16    | 1:20,096         |
| 11   | Érik Comas         | Ligier-Lamborghini | 70     | 0      | + 1 Runde   | 23    | 1:20,781         |
| 12   | Martin Brundle     | Brabham-Yamaha     | 69     | 0      | + 2 Runden  | 19    | 1:20,480         |
| 13   | Satoru Nakajima    | Tyrrell-Honda      | 68     | 0      | + 3 Runden  | 21    | 1:21,966         |
| 14   | Mika Häkkinen      | Lotus-Judd         | 68     | 0      | + 3 Runden  | 26    | 1:20,445         |
| 15   | Michele Alboreto   | Footwork-Ford      | 68     | 0      | + 3 Runden  | 24    | 1:20,082         |
| 16   | Thierry Boutsen    | Ligier-Lamborghini | 68     | 0      | + 3 Runden  | 20    | 1:20,700         |
| 17   | Ivan Capelli       | Leyton House-Ilmor | 64     | 0      | DNF         | 09    | 1:19,519         |
| –    | Stefano Modena     | Tyrrell-Honda      | 56     | 0      | DNF         | 12    | 1:20,342         |
| –    | Nigel Mansell      | Williams-Renault   | 51     | 1      | DSQ         | 04    | 1:18,179         |
| –    | Aguri Suzuki       | Lola-Ford          | 40     | 0      | DNF         | 25    | 1:21,586         |
| –    | Alain Prost        | Ferrari            | 39     | 0      | DNF         | 05    | 1:19,531         |
| –    | Gerhard Berger     | McLaren-Honda      | 37     | 1      | DNF         | 02    | 1:18,856         |
| –    | Emanuele Pirro     | Dallara-Judd       | 18     | 0      | DNF         | 17    | 1:22,592         |
| –    | JJ Lehto           | Dallara-Judd       | 14     | 0      | DNF         | 18    | 1:22,165         |
| –    | Mark Blundell      | Brabham-Yamaha     | 12     | 0      | DNF         | 15    | 1:22,801         |
| –    | Johnny Herbert     | Lotus-Judd         | 1      | 0      | DNF         | 22    | 1:39,804         |

## WM-Stände nach dem Rennen
Die ersten sechs des Rennens bekamen 10, 6, 4, 3, 2 bzw. 1 Punkt(e).

### Fahrerwertung
| Pos. | Fahrer             | Konstrukteur                | Punkte |
| ---- | ------------------ | --------------------------- | ------ |
| 01   | Ayrton Senna       | McLaren-Honda               | 83     |
| 02   | Nigel Mansell      | Williams-Renault            | 59     |
| 03   | Riccardo Patrese   | Williams-Renault            | 44     |
| 04   | Gerhard Berger     | McLaren-Honda               | 31     |
| 05   | Nelson Piquet      | Benetton-Ford               | 25     |
| 06   | Alain Prost        | Ferrari                     | 25     |
| 07   | Jean Alesi         | Ferrari                     | 14     |
| 08   | Stefano Modena     | Tyrrell-Honda               | 9      |
| 09   | Andrea de Cesaris  | Jordan-Ford                 | 9      |
| 10   | Roberto Moreno     | Benetton-Ford / Jordan-Ford | 8      |
| 11   | Pierluigi Martini  | Minardi-Ferrari             | 6      |
| 12   | JJ Lehto           | Dallara-Judd                | 4      |
| 13   | Bertrand Gachot    | Jordan-Ford                 | 4      |
| 14   | Michael Schumacher | Benetton-Ford / Jordan-Ford | 3      |
| 15   | Mika Häkkinen      | Lotus-Judd                  | 2      |
| 16   | Satoru Nakajima    | Tyrrell-Honda               | 2      |
| 17   | Aguri Suzuki       | Lola-Ford                   | 1      |

| Pos. | Fahrer             | Konstrukteur           | Punkte |
| ---- | ------------------ | ---------------------- | ------ |
| 18   | Julian Bailey      | Lotus-Judd             | 1      |
| 19   | Emanuele Pirro     | Dallara-Judd           | 1      |
| 20   | Éric Bernard       | Lola-Ford              | 1      |
| 21   | Ivan Capelli       | Leyton House-Ilmor     | 1      |
| 22   | Mark Blundell      | Brabham-Yamaha         | 1      |
| 23   | Thierry Boutsen    | Ligier-Lamborghini     | 0      |
| 24   | Maurício Gugelmin  | Leyton House-Ilmor     | 0      |
| 25   | Gianni Morbidelli  | Minardi-Ferrari        | 0      |
| 26   | Johnny Herbert     | Lotus-Judd             | 0      |
| 27   | Nicola Larini      | Lambo-Lamborghini      | 0      |
| 28   | Érik Comas         | Ligier-Lamborghini     | 0      |
| 29   | Gabriele Tarquini  | AGS-Ford               | 0      |
| 30   | Martin Brundle     | Brabham-Yamaha         | 0      |
| 31   | Eric van de Poele  | Lambo-Lamborghini      | 0      |
| 32   | Olivier Grouillard | Fondmetal-Ford         | 0      |
| 33   | Michele Alboreto   | Footwork-Ford/-Porsche | 0      |
| –    | Stefan Johansson   | Footwork-Ford/-Porsche | 0      |

### Konstrukteurswertung
| Pos. | Konstrukteur     | Punkte |
| ---- | ---------------- | ------ |
| 01   | McLaren-Honda    | 114    |
| 02   | Williams-Renault | 103    |
| 03   | Ferrari          | 43     |
| 04   | Benetton-Ford    | 36     |
| 05   | Jordan-Ford      | 13     |
| 06   | Tyrrell-Honda    | 11     |
| 07   | Minardi-Ferrari  | 6      |
| 08   | Dallara-Judd     | 5      |
| 09   | Lotus-Judd       | 3      |

| Pos. | Konstrukteur           | Punkte |
| ---- | ---------------------- | ------ |
| 10   | Lola-Ford              | 2      |
| 11   | Leyton House-Ilmor     | 1      |
| 12   | Brabham-Yamaha         | 1      |
| 13   | Ligier-Lamborghini     | 0      |
| 14   | Lambo-Lamborghini      | 0      |
| 15   | AGS-Ford               | 0      |
| 16   | Fondmetal-Ford         | 0      |
| 17   | Footwork-Porsche/-Ford | 0      |